# 김예원 (1997년)
김예원(1997년 8월 23일 ~ )은 대한민국의 배우이다.

## 연기 활동

### 드라마
- 2004년 SBS 대하드라마 《토지》 ... 어린(두 번째) 이양현 역(장희진 아역)
- 2004년 KBS2 일일시트콤 《달래네 집》 54회 ... 송이 역
- 2006년 MBC 특별기획드라마 《도로시를 찾아라》 ... 이수아 역
- 2006년 KBS2 미니시리즈 《포도밭 그 사나이》 ... 소희정 역
- 2006년 MBC 《환상의 커플》 ... 어린 안나 조 역
- 2007년 KBS2 단막극 《드라마시티 - 달려라 공주야》 ... 나공주 역
- 2007년 SBS 대하드라마 《왕과 나》 ... 어린 설영 역
- 2007년 KBS2 아침드라마 《착한여자 백일홍》 ... 오사랑 역
- 2008년 KBS1 아침드라마 《TV소설 큰 언니》 ... 어린 송인수 역(오승은 아역)
- 2009년 KBS2 대하드라마 《천추태후》 ... 어린 천향비 역(홍인영 아역)
- 2009년 MBC 미니시리즈 《2009 외인구단》 ... 어린 최현지 역(송아영 아역)

### 영화
- 《청춘만화》 - 어린 지환 역
- 《시》 - 강 노인 손녀 역
- 《기억의 소리》 - 어린 윤주 역

## 광고
- 금호아시아나그룹
- 천재교육 해법영어
- 에뛰뜨 화장품(송혜교 아역)
- LG전자 '쏠라돔'
- POSCO
- 한국야쿠르트
- 금호건설
- CJ투자증권
- 제주은행(신한금융지주)
- 한솔교육 주니어플라톤
- 새마을금고

## 수상
- 2007년 KBS 연기대상 여자청소년연기상[1] 《착한여자 백일홍》